# Carales
Carales é um gênero de traça pertencente à família Arctiidae.